# Slættaratindur
Slættaratindur és la muntanya més alta de les illes Fèroe, amb una altura de 880 metres. Està situada a la part nord de l'illa d'Eysturoy, entre els pobles d'Eiði, Gjógv, i Funningur.
Slættaratindur significa «cim pla». Se'n pot fer el cim en 4 hores i no presenta dificultat. Els dies de bon temps, s'hi pot veure des de dalt tot l'arxipèlag de les Fèroe. El Slættaratindur és una de les 10 muntanyes de les Illes Fèroe que sobrepassen els 800 metres. La segona muntanya més alta, el Gráfelli, està situada just al nord-est del Slættaratindur.